# Аетович, Геард
Ге́ард Ае́тович (серб. Геард Ајетовић; род. 28 февраля 1981, Беочин, САК Воеводина) — сербский боксёр-профессионал, выступавший в полусредней, в средней, во второй средней и в полутяжёлой весовых категориях. Выступал за сборную Югославии в начале 2000-х годов, участник Олимпийских игр (2000), бронзовый призёр Средиземноморских игр (2001) в любителях.
Начиная с 2003 года боксирует на профессиональном уровне, владел титулом Интернационального чемпиона по версии IBF (2013) и несколькими менее значимыми чемпионскими поясами.

## Биография
Геард Аетович родился 28 февраля 1981 года в городе Беочин Республики Югославия. Активно заниматься боксом начал в возрасте восьми лет.

### Любительская карьера
Среди юниоров становился чемпионом Европы и серебряным призёром чемпионата мира. Первого серьёзного успеха на взрослом международном уровне добился в 2000 году, когда попал в основной состав югославской национальной сборной и благодаря череде удачных выступлений удостоился права защищать честь страны на летних Олимпийских играх в Сиднее. На Олимпиаде, тем не менее, выступил неудачно, в первом же матче полусредней весовой категории спорным решением 9:9 потерпел поражение от представителя Таиланда Паркпума Чэнгпхонака.
В 2001 году Аетович побывал на Средиземноморских играх в Тунисе, откуда привёз награду бронзового достоинства, выигранную в программе полусреднего веса. Принимал участие в зачёте среднего веса чемпионата Европы 2002 года в Перми, но выбыл из борьбы за медали уже после 1/8 финала, проиграв со счётом 10:22 румыну Марьяну Симьону.

### Профессиональная карьера
В 2003 году Аетович переехал в Великобританию и дебютировал на профессиональном уровне. В течение двух лет провёл в Англии одиннадцать удачных поединков, первое в профессиональной карьере поражение потерпел в марте 2006 года в Монако. Из шести последующих боёв пять выиграл и один свёл к ничьей, в том числе взял верх над крепким боксёром из Уганды Джоуи Вегасом. В 2008 году получил право оспорить титул чемпиона мира в среднем весе по версии Международной боксёрской организации, но единогласным решение судей проиграл действующему чемпиону, австралийцу Дэниэлу Гилу. Также в этот период встречался с россиянином Дмитрием Пирогом и британцем Мэттью Маклином, обоим так же проиграл по очкам.
Потерпев три поражения подряд, в связи с травмой колена Геард Аетович долго не выходил на ринг и вернулся только в 2010 году, одержав победу в Бельгии. Затем в первом же раунде нокаутировал чемпиона Европы среди любителей француза Жаксона Шане и получил тем самым вакантный титул средиземноморского чемпиона в полутяжёлом весе по версии Всемирного боксёрского совета. Уже в следующем поединке лишился этого титула, проиграв в Германии поляку Гжегожу Сошинскому.
В дальнейшем выступал с попеременным успехом, чередуя победы с поражениями (среди наиболее известных соперников — поляк Пётр Вильчевский, победивший его раздельным решением). В 2012 году завоевал вакантный титул чемпиона Европы во втором среднем весе по версии Всемирной боксёрской организации, но вскоре единодушным судейским решением проиграл россиянину Максиму Власову. Год спустя вновь выиграл ставший вакантным титул чемпиона Европы ВБО и в другом бою получил вакантный пояс интернационального чемпиона во втором среднем весе по версии Международной боксёрской федерации. В следующем поединке попытался взять тот же титул, но уже в полутяжёлой весовой категории, однако другой претендент, Гарри Саймон из Намибии, оказался сильнее и победил единогласным решением судей.
В 2014 году раздельным решением победил опытного украинца Вячеслава Узелкова. Кроме того, безуспешно оспаривал вакантный титул интерконтинентального чемпиона МБФ. В 2015 году боксировал с молодым проспектом Дилмурадом Сатыбалдиевым за вакантный титул чемпиона СНГ и славянских стран во втором среднем весе по версии Всемирного боксёрского совета, но проиграл по очкам единогласным решением судей. Также стал известен по бою с россиянином Дмитрием Чудиновым, который тоже проиграл единодушным судейским решением. Всего на профессиональном ринге провёл 57 боёв, из них 31 выиграл (в том числе 16 досрочно), 24 проиграл, в двух случаях была зафиксирована ничья.